# ORP Mazur (1914)
Pour les articles homonymes, voir ORP Mazur (homonymie).
L'ORP Mazur était un torpilleur, puis un navire-école d’artillerie de la marine polonaise. Il s’agissait de l’ancien torpilleur allemand V-105. Il a pris part à la guerre défensive polonaise et a été coulé par des bombardiers allemands le 1er septembre 1939. Il fut le premier navire de combat perdu dans la guerre.

## Historique
Il a été construit en 1914 par Stettiner Maschinenbau AG Vulcan Stettin à Stettin, en Allemagne (aujourd’hui en Pologne). Avec ses trois navires jumeaux, les Z-2 à Z-4, il a été commencé pour une commande de la marine royale néerlandaise, sous le nom de Z-1, mais après le déclenchement de la Première Guerre mondiale, il a été confisqué par l’Allemagne et commandé comme torpilleur V-105. Lors de la répartition des navires allemands après la guerre en décembre 1919, la Pologne n’a reçu que six torpilleurs, en raison de la réticence des Britanniques à renforcer les marines naissantes. Le V-105 a d’abord été affecté au Brésil, puis a été acheté par un chantier naval britannique et finalement en 1921 échangé avec la Pologne contre un autre torpilleur (le A-69), nécessaire pour les pièces de rechange, pour un supplément de 900 £ des Polonais. La Pologne a également reçu son navire jumeau, le V-108 (plus tard l’ORP Kaszub) et quatre torpilleurs plus petits. Le V-105 était en mauvais état et après quelques réparations à Rosyth, en septembre 1921, il fut remorqué de la Grande-Bretagne à la ville libre de Dantzig, aujourd’hui Gdańsk.

## Service polonais
Après un carénage, il a été mis en service dans la marine polonaise le 2 août 1922, sous le nom d’ORP Mazur (du nom du peuple mazurien). Il a servi dans une unité de torpilleurs (Dywizjon Torpedowców) et portait les lettres d'identification « MR ». En 1931, il a été reconstruit en tant que navire-école d’artillerie et son armement a changé. À partir de 1935, il subit une modernisation, au cours de laquelle il perd sa deuxième cheminée, puis reprend du service en 1937.

## Perte
Le premier jour de la Seconde Guerre mondiale, le 1er septembre 1939, l’ORP Mazur, commandé par le lieutenant Tadeusz Rutkowski, se trouvait dans le port d’Oksywie. À 14 heures, il était à quai, se préparant à quitter le port, quand il a été attaqué par des Junkers Ju 87 allemands du IV./LG.1. Le navire a subi un impact rapproché et un impact au milieu du navire, et a coulé en tirant toujours sur les avions allemands. Un membre de l’équipage, bien que le navire soit en train de couler, a continué à tirer jusqu’à ce que les vagues l’emportent par-dessus bord. C’était le premier lieutenant Jacek Dehnel, le grand-père du poète et écrivain polonais Jacek Dehnel,. Environ 40 membres de l’équipage ont été tués. L’ORP Mazur a été l’un des deux premiers navires coulés pendant la guerre, l’autre était un navire auxiliaire (bâtiment-base de plongeurs démineurs) l’ORP Nurek. L’épave a été ferraillée par les Allemands.

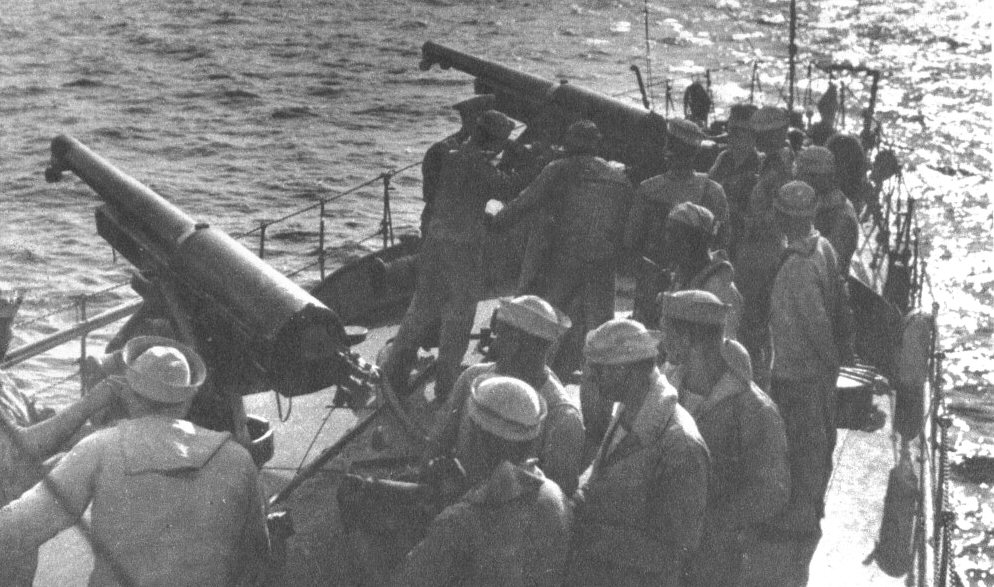
Canons d’étrave de 75 mm après le carénage